# واشنطن (جورجيا)
واشنطن (بالإنجليزية: Washington, Georgia)‏ هي مدينة تقع في مقاطعة ويلكس، جورجيا بولاية جورجيا في الولايات المتحدة. تبلغ مساحة هذه المدينة 20.3 (كم²)، وترتفع عن سطح البحر 185 م، بلغ عدد سكانها 4295 نسمة في عام 2010 حسب إحصاء مكتب تعداد الولايات المتحدة.

## التركيبة السكانية
حدّد مكتب تعداد الولايات المتحدة بيانات التركيبة السكانية لواشنطن في تعداد الولايات المتحدة. في ما يلي، التركيبة السكانية حسب تعدادي 2000 و2010.

### تعداد عام 2000
بلغ عدد سكان واشنطن 4,295 نسمة بحسب تعداد عام 2000، وبلغ عدد الأسر 1,778 أسرة وعدد العائلات 1,162 عائلة مقيمة في المدينة. في حين سجلت الكثافة السكانية 213.9 نسمة لكل كيلومتر مربع (554.0/ميل2). وبلغ عدد الوحدات السكنية 1,974 وحدة بمتوسط كثافة قدره 98.3 لكل كيلومتر مربع (254.6/ميل2).
وتوزع التركيب العرقي للمدينة بنسبة 38.04% من البيض و60.75% من الأمريكيين الأفارقة و0.07% من الأمريكيين الأصليين و0.30% من الأمريكيين ذوي الأصول الآسيوية و0.05% من الأعراق الأخرى و0.79% من عرقين مختلطين أو أكثر و0.47% من الهسبانيون أو اللاتينيون من أي عرق.
بلغ عدد الأسر 1,778 أسرة كانت نسبة 33.9% منها لديها أطفال تحت سن الثامنة عشر تعيش معهم، وبلغت نسبة الأزواج القاطنين مع بعضهم البعض 37.2% من أصل المجموع الكلي للأسر، ونسبة 24.4% من الأسر كان لديها معيلات من الإناث دون وجود شريك،  بينما كانت نسبة 3.8% من الأسر لديها معيلون من الذكور دون وجود شريكة وكانت نسبة 34.6% من غير العائلات. تألفت نسبة 31.8% من أصل جميع الأسر من عدة أفراد يعيشون في نفس المنزل ونسبة 17% كانت تتألف من شخص يعيش بمفرده يبلغ من العمر 65 عاماً أو أكثر. وبلغ متوسط حجم الأسرة المعيشية 2.36، أما متوسط حجم العائلات فبلغ 2.97.
بلغ العمر الوسطي للسكان 38.6 عاماً. وكانت نسبة 24.1% من القاطنين تحت سن الثامنة عشر، وكانت نسبة 8.7% بين الثامنة عشر والرابعة والعشرين عاماً، ونسبة 24.9% كانت واقعةً في الفئة العمرية ما بين الخامسة والعشرين والرابعة والأربعين عاماً، ونسبة 21.8% كانت ما بين الخامسة والأربعين والرابعة والستين، ونسبة 18% كانت ضمن فئة الخامسة والستين عاماً فما فوق. يوجد لكل 100 أنثى 78.7 ذكر، ويوجد لكل 100 أنثى في الثامنة عشر من عمرها فما فوق 72.0 ذكر.
بلغ متوسط دخل الأسرة في المدينة 25,667 دولارًا، أما متوسط دخل العائلة فبلغ 32,500 دولارًا. وكان متوسط دخل الذكور 27,281 دولارًا مقابل 21,230 دولارًا للإناث. وسجل دخل الفرد الخاص بالمدينة 13,659 دولارًا. وكانت نسبة 17.6% من العائلات ونسبة 23% من السكان تحت خط الفقر، وكان من هؤلاء نسبة 32.7% تحت سن الثامنة عشر ونسبة 23.2% في الخامسة والستين من العمر وما فوق.

### تعداد عام 2010
بلغ عدد سكان واشنطن 4,134 نسمة بحسب تعداد عام 2010، وبلغ عدد الأسر 1,721 أسرة وعدد العائلات 1,072 عائلة مقيمة في المدينة. في حين سجلت الكثافة السكانية 205.9 نسمة لكل كيلومتر مربع (533.3/ميل2). وبلغ عدد الوحدات السكنية 1,961 وحدة بمتوسط كثافة قدره 97.7 لكل كيلومتر مربع (253.0/ميل2).
وتوزع التركيب العرقي للمدينة بنسبة 36.04% من البيض و60.52% من الأمريكيين الأفارقة و0.19% من الأمريكيين الأصليين و0.73% من الأمريكيين ذوي الأصول الآسيوية و0.70% من الأعراق الأخرى و1.81% من عرقين مختلطين أو أكثر و1.52% من الهسبانيون أو اللاتينيون من أي عرق.
بلغ عدد الأسر 1,721 أسرة كانت نسبة 31.9% منها لديها أطفال تحت سن الثامنة عشر تعيش معهم، وبلغت نسبة الأزواج القاطنين مع بعضهم البعض 32.4% من أصل المجموع الكلي للأسر، ونسبة 25.8% من الأسر كان لديها معيلات من الإناث دون وجود شريك،  بينما كانت نسبة 4.1% من الأسر لديها معيلون من الذكور دون وجود شريكة وكانت نسبة 37.7% من غير العائلات. تألفت نسبة 33.8% من أصل جميع الأسر من عدة أفراد يعيشون في نفس المنزل ونسبة 16% كانت تتألف من شخص يعيش بمفرده يبلغ من العمر 65 عاماً أو أكثر. وبلغ متوسط حجم الأسرة المعيشية 2.34، أما متوسط حجم العائلات فبلغ 2.99.
بلغ العمر الوسطي للسكان 42.2 عاماً. وكانت نسبة 24.6% من القاطنين تحت سن الثامنة عشر، وكانت نسبة 7.3% بين الثامنة عشر والرابعة والعشرين عاماً، ونسبة 21.4% كانت واقعةً في الفئة العمرية ما بين الخامسة والعشرين والرابعة والأربعين عاماً، ونسبة 27.2% كانت ما بين الخامسة والأربعين والرابعة والستين، ونسبة 19.6% كانت ضمن فئة الخامسة والستين عاماً فما فوق. وتوزع التركيب الجنسي للسكان بنسبة 44.2% ذكور و55.8% إناث.

## أعلام
- تايرون بروكس
- راندي إدموندز
- ألبرت هيل
- كليفورد إتش بوب
- توم ناش
- توماس ألبرت أندرو بيكر
- لويد د. براون
- ماثيو تالبوت
- تشارلي ريس

## وصلات خارجية
- washingtongeorgia.net
- Cities & Counties - Georgia.gov